# 24 cm SK L/40 "Theodor Karl"
Il 24 cm Schnelladekanone L/40 "Theodor Karl", abbreviato in 28 cm SK "Theodor Karl", era un cannone ferroviario tedesco della prima guerra mondiale, impiegato sul fronte orientale e su quello occidentale. La bocca da fuoco era in origine un cannone navale adattato all'impiego terrestre in seguito alla radiazione delle navi a partire dal 1915. Un pezzo, ceduto come riparazione di guerra al Belgio, fu impiegato dopo l'occupazione del 1940 per compiti di difesa costiera dalla Wehrmacht.

## Storia e tecnica

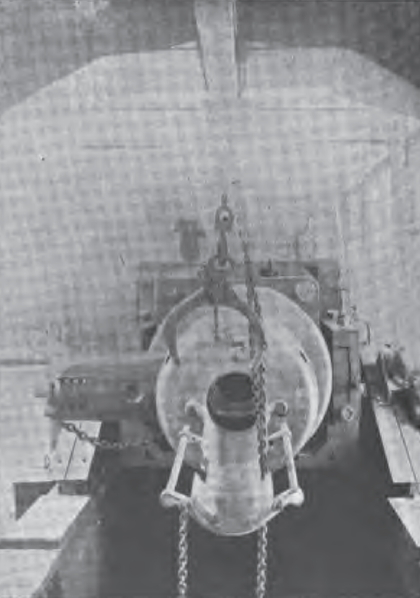
Otturatore e sistema di caricamento di un 24 cm SK L/30 "Theodor Otto", identico a quelli di un "Theodor Karl".

A partire da febbraio 1915, cinque navi da battaglia pre-dreadnought classe Kaiser Friedrich III andarono in disarmo perché obsolete, seguite dalle cinque navi della classe Wittelsbach nel 1916. Ventisei dei loro cannoni principali 24 cm SK L/40 C/94 furono trasferiti dalla Kaiserliche Marine all'Esercito imperiale. Otto furono usati per la difesa costiera, andando ad armare la Batterie S2 a Sylt e la Batterie Hamburg a Norderney; le rimanenti 18 bocche da fuoco furono adattate per l'impiego terrestre sul fronte occidentale. Una delle modifiche apportate per l'uso terrestre fu l'introduzione di un grosso contrappeso appena dietro agli orecchioni per bilanciare il peso della bocca da fuoco; questa soluzione, pesante ma semplice, evitò l'adozione di equilibratori.
I cannoni per il fronte occidentale furono incavalcati su Bettungsschiessgerüst (BSG, piattaforme di tiro) semi-mobili, il cui allestimento richiedeva alcune settimane di lavoro. La struttura a trave, che sosteneva l'affusto, poggiava su due carrelli ferroviari a 4 assi; inoltre per l'installazione su piattaforma di tiro, sotto alla parte anteriore della trave era installato una piastra circolare, mentre due grossi rulli erano posizionati ai lati della parte posteriore. Generalmente i pezzi erano dotati di scudatura.
I militari tedeschi restarono insoddisfatti dai lunghi tempi richiesti per la messa in batteria della BSG ed il 1 luglio 1916 decisero di imitare i francesi montando le bocche da fuoco sul affusti ferroviari Eisebahnlafette, per massimizzarne la mobilità e ridurre i tempi di messa in batteria. Quattro cannoni così ottenuti furono testati nel poligono Krupp di Meppen all'inizio di dicembre 1916. Nonostante fossero pronti al fuoco in meno di 10 minuti, non risultarono soddisfacenti.
Fu così sviluppata una combinazione delle due soluzioni, la Eisenbahn und Bettungsschiessgerüst (E. u. B., piattaforma ferroviaria e di tiro), che sarà poi impiegata su diversi cannoni ferroviari tedeschi. I ventidue cannoni rimanenti furono quindi montati su affusti E.u.B.
La E.u.B. poteva sparare da qualsiasi adeguato tratto di ferrovia, sulla quale venivano imbullonati dei cunei ricurvi per l'assorbimento delle energie residue non assorbite dal freno di sparo idraulico della culla, oppure poteva essere messa in batteria su una piattaforma di tiro. La struttura a trave, che sosteneva l'affusto, poggiava su due carrelli ferroviari a 4 assi; inoltre per l'installazione su piattaforma di tiro, sotto alla parte anteriore della trave era installato una piastra circolare, mentre due grossi rulli erano posizionati ai lati della parte posteriore. La piazzola di tiro (Bettungslafette) metallica era dotata di perno centrale ed una guida esterna. Trasportata da sette carri ferroviari, veniva assemblata in 3-5 giorni con l'aiuto di una gru, comprese le rotaie ferroviarie disposte leggermente oltre la piattaforma per ospitare il carrello anteriore del pezzo. Il pezzo veniva poi spostato sulla piattaforma ed abbassato su di essa, previa rimozione del tratto centrale di rotaia; dopo aver imbullonato la piastra circolare con il perno rotante della piattaforma, venivano rimossi i carrelli ferroviari e le sezioni di rotaia rimaste, poggiando anche la parte posteriore della struttura a trave sulla piattaforma tramite i due rulli, che scorrevano sulla guida esterna consentendo il brandeggio. L'affusto della E.u.B. inoltre poteva brandeggiare sulla struttura a trave di 2°15' per gli aggiustamenti del tiro. Furono realizzate anche piazzole di tiro in cemento armato, con 360° di brandeggio.

## Impiego operativo
Il "Theodor Karl" ebbe il battesimo del fuoco durante la battaglia della Somme in ottobre 1916, dove i risultati furono così buoni da portare all'assegnazione all'esercito di altre 8 armi. Un cannone, assegnato alla Batterie 1011, partecipò alla battaglia di Riga in settembre 1917. Una torre corazzata completa tipo Drh.L. C/96/97, rimossa dall'incrociatore corazzato SMS Fürst Bismarck e chiamata Turm Theodor Karl, fu installata nel forte di Houthulst, servita dalla Batterie 1025; i due cannoni furono rimossi dalla torre alla fine del 1917 ed installati su impianti E.u.B..
Tre E.u.B. furono catturati in Belgio nel 1918. Venti "Theodor Karl" ferroviari (su E.u.B. o Eisenbahnlafette) furono smantellati dopo l'armistizio di Compiègne. Non è certa invece la sorte di quattro cannoni ferroviari, probabilmente distrutti dagli alleati. Quattro cannoni furono salvati dalla distruzione da parte della Commissione militare interalleata di controllo perché assegnati alla Batterie "Altona" a difesa della costa di Wilhelmshaven.
Un cannone sopravvissuto alla Grande Guerra ed in servizio con l'Esercito belga fu catturato all'inizio della seconda guerra mondiale dai tedeschi e immesso in servizio nella Artillerie-Batterie (Eisenbahn) 674. Per tutta la guerra il cannone rimase schierato, con compiti di difesa costiera, tra Hendaye e Saint-Jean-de-Luz, vicino alla frontiera franco-spagnola. Il suo destino è ignoto.

## Munizionamento
Il munizionamento per gli impianti Eisenbahnlafette e E.u.B. veniva movimentato tramite una cucchiaia munita di maniglioni laterali, di ruote e di un occhiello, in modo la munizione poteva essere trasportata a mano o essere spinta fino al carro ed infine sollevata tramite un paranco, scorrevole su una rotaia aerea estensibile che univa il pianale del carro munizioni alla culatta del cannone. La cucchiaia veniva poi agganciata alla culatta per permettere la calcata manuale del proietto e della carica di lancio. Per eseguire il caricamento il cannone doveva essere portato ogni volta ad alzo 0°.
Il "Theodor Karl" disponeva di due differenti tipi di munizioni, una perforante ed una ad alto esplosivo, entrambe del peso di 151 kg. La munizione era del tipo navale tedesco, con carica di lancio separata dal proietto, costituita da una carica principale in bossolo di ottone ed una aggiuntiva in sacchetto di seta.